# 流れ星〜Shooting Star〜
「流れ星〜Shooting Star〜」（ながれぼし シューティング スター）は、日本のヒップホップグループ・HOME MADE 家族の通算11作目のシングル。

## 解説
2007年第2弾シングルであり、メジャー3rdアルバム『FAMILIA』のリリース1週間前に発売された先行シングルである。初回生産盤は『NARUTO -ナルト- 疾風伝』描きおろしワイドキャップステッカー仕様。
タイトル曲「流れ星〜Shooting Star〜」は、中日ドラゴンズ所属時代の野球選手李炳圭と、北海道日本ハムファイターズ所属の野球選手若竹竜士が入場曲として使用している。

## 収録曲
1. 流れ星〜Shooting Star〜 (4:56)
TX系テレビアニメ『NARUTO -ナルト- 疾風伝』エンディングテーマ[1]。
2. 夜中に書いたラブレター (3:54)
3. 流れ星〜Shooting Star〜 (Instrumental) (4:56)

全曲、作詞/作曲：KURO/MICRO/U-ICHI 編曲：HOME MADE 家族

## 収録アルバム
- FAMILIA （#1）
- 夢がかなううた （#1） - 2009年4月29日発売のコンピレーション・アルバム。

## カバー
流れ星〜Shooting Star〜
- FLOW - 2023年8月30日発売のカバーアルバム『FLOW THE COVER 〜NARUTO縛り〜』に収録。